# 皮奥涅尔斯基 (加里宁格勒州)
54°57′06″N 20°14′00″E / 54.95167°N 20.23333°E
皮奧涅爾斯基 （俄语：Пионе́рский）是俄羅斯加里寧格勒州西北部的一個城市，位於薩姆蘭半島上，臨波羅的海。2002年人口11,816人。
1945年前屬德國，稱為诺伊库伦（Neukuhren）。蘇聯時期改以蘇聯少年先鋒隊命名。